# Самбадондогийн Цэрэндорж
Самбадондогийн Цэрэндорж (монг. Самбадондогийн Цэрэндорж; 1872—1937) — Донкор-Манджушри-хутухта VI, буддийский учёный и философ, 4-й премьер-министр Монголии.

## Биография
Цэрэндорж родился в семье Самбадондога, занги хошуна Ван-Наянт в последний месяц зимы 1872 года; в возрасте пяти лет был опознан как 6-е перерождение Манджушри-хутухты, а в 1880 году занял своё место в монастыре Манджушри-хутухт. Во время принятия монашеских обетов получил имя Лувсанбалданчүлтэмцэрэндорж. В 16 лет окончил обучение в ургинском Цанид-дацане; начал обучение в дацане Дашчойнпэл. В Жуд-дацане получил учёную степень аграмбы. В 1911 году содействовал борьбе за независимость, однако после провозглашения независимого государства совершенно отошёл от государственных дел.

…он пригласил меня навестить его в его монастыре на южном склоне Богдо-Улы, милях в пятнадцати от Урги на противоположной стороне горы. Это очень живописное место среди покрытых лесом холмов, а из монастыря видно множество пасущихся оленей. После своего первого визита туда я ещё не раз посещал это место, когда груз земных забот казался мне слишком тяжёл. Пилигримы из окрестностей и удалённых мест постоянно стекались к нему за благословением. Знать и верховные ламы величают его своим учителем. Он спокойный, любезный и учёный человек. Он непрестанно задавал мне вопросы о жизни в разных уголках мира.— Ф.А. Ларсон, из книги «Ларсон, герцог Монгольский»
В феврале 1921 года, перед началом полномасштабного штурма занятой китайцами Урги, тибетская сотня Азиатской дивизии Унгерн-Штернберга вывезла заключённого в своей резиденции под домашний арест Богдо-хана в монастырь Манджушри-хутухты на противоположной стороне Богдо-Улы. Считается, что в течение нескольких дней, проведённых Богдо-ханом у Цэрэндоржа, они обговорили состав нового правительства, равно как и вопрос о возможном вхождении Манджушри-хутухты в его состав.
После реинтронизации Богдо-хана первым министром был назначен Джалхандза-хутухта Дамдинбазар, однако через короткое время после назначения Богдо-хан, нуждающийся в политически весомой фигуре в западных областях страны, переназначил Дамдинбазара управителем Западного края, а на его пост определил Цэрэндоржа. Перед отъездом в Улясутай Дамдинбазар передал ему министерскую печать, и, таким образом, вплоть до занятия Народной армией Урги Цэрэндорж исполнял обязанности премьер-министра.
После прихода к власти Народного правительства в июле 1921 года Цэрэндорж был смещён с поста и вернулся в свой монастырь. В 1922 году поддержал тайную миссию Цэрэнпил-гуна, отправленного с посланием к японскому императору, в котором сообщалось о притеснении новой властью буддизма и о том, какую пользу оказал стране Унгерн. В 1930 году Цэрэндорж проходил по делу о антиправительственном заговоре Егузээр-хутухты Галсандаша, и в результате процесса был приговорён к 10 годам заключения. Однако в 1937 году его привлекли к качестве одного из главных обвиняемых по делу о прояпонском заговоре «Центральной контрреволюционной группы», возглавляемой Ёнзон-хамбо, и в числе ещё 18 человек приговорили к расстрелу.

## Дань памяти
В историографии периода Народной республики факт назначения Цэрэндоржа премьер-министром страны не получал должного освещения в связи с его последующим арестом, а также акцентированием внимания на работе действовавшего в тот же период временного Народного правительства в Троицкосавске.
По случаю 90-летней годовщины освобождения Урги 3 февраля 2011 года, а также выпавшего на то же число, что и тогда, Цаган сара, в научный комитет МАН был отправлен правительственный запрос, не будет ли ошибкой добавить портрет Манджушри-гэгэна Цэрэндоржа в существующую во Дворце правительства с 1992 года галерею портретов премьер-министров Монголии. Этот вопрос вызвал оживлённую дискуссию, и последовал ответ, что в таком случае нужно повесить также и портреты и. о. премьер-министра Н.-О. Туи и Н. Алтанхуяга, занимавших этот пост всего несколько дней. Таким образом, вопрос о месте Цэрэндоржа в истории государственной власти Монголии остался открытым.
В конце XX века был найден новый перерожденец Манджушри-хутухты — мальчик по имени Цэвээндорж, родившийся в 1998 году. В 2009 году Богдо-гэгэн IX во время визита в Улан-Батор провел его интронизацию в качестве нового Донкор-хутухты.